# МАСТ (Швеція)
МАСТ (швед. MUST від швед. Militära underrättelse- och säkerhetstjänsten — Військова розвідка і служба безпеки Швеції) — спецслужба Збройних Сил Швеції. Відповідає за військову розвідку, одержання та надання інформації, яка має військове значення в відношенні іноземних держав та управління безпекою життєво важливих підрозділів і установ збройних сил Швеції. Всі шведські посольства за кордоном підпадають під їх юрисдикцію.

## Історія
Військова служба розвідки і безпеки «МАСТ» утворена 1 липня 1994 р. у результаті злиття розвідки і безпеки управління (швед. USL), а також розвідки та офісу безпеки (швед. USK)

## Організація
МАСТ отримує розпорядження безпосередньо від верховного головнокомандуючого Швеції, має представників у центральному командуванні (в штабі). Складається з управління та адміністрації, і включає в себе відділи.
МАСТ має відділи
- Відділ вивідування (швед. UNDK — від швед. Underrättelsekontoret). Завдання даного відділу в тому, щоб придбати відповідну інформацію, яка може бути використана як основа для прийняття рішень центральним командуванням та Міністерством оборони, допомагає розгорнути шведські військові частини під час операцій.
- Служба безпеки (швед. SÄKK — від швед. Säkerhetskontoret). Завдання його полягає в тому, щоб працювати з сигналами щодо порушення захисту, досліджуючи осіб та захист інформації.
- Таємний відділ «канцелярія спеціального збору» інформації (швед. KSI — від швед. Kontoret för Särskild Inhämtning). Завданням цього відділу є проведення шпигунства. Мало відомий відділ, оскільки він згадується лише один раз у шведському законодавстві[2].

Взаємодіє
з іншою частиною оборонної розвідки, особливо з
- радіо зв'язком національної оборони (швед. FRA - Försvarets radioanstalt),
- Шведським агентством оборонних досліджень (швед. FOI - Totalförsvarets forskningsinstitut) і
- шведським військово-технічним управлінням (швед. FMV - Försvarets materielverk). МАСТ також регулярно співпрацює з
- поліцейською безпекою (СЕПО) для координації розвідки та безпеки операцій охоплює як військові так і цивільні інтереси.
- Співпрацює із охоронною діяльністю, що забезпечує секретність працівників (швед. MUA)[3]. Ці люди не з'являються під своїм справжнім ім'ям, а скоріше мають номер чи псевдонім. Причина, перш за все в тому, щоби протидіяти загрозі від іноземної влади (імовірного противника), яка запопадливо уважна до цієї категорії державних співробітників. Дана спецслужба має відносно високу частку цивільних службовців (спеціалісти, агентура, резидентура тощо).

## Керівництво
- У період 2007–2012 рр. — генерал-майор Стефан Крістіанссон.
- Нинішнім головою МАСТ є генерал-майор Гуннар Карлсон від 1 жовтня 2012 р.. Заступник його — Хелена Ріц[4].